# Покровское (Ново-Ямское сельское поселение)
Покровское — деревня (бывшее село) в Старицком районе Тверской области. Относится к Ново-Ямскому сельскому поселению.

## География
Деревня Покровское находится в 20 км к юго-востоку от города Старица на реке Жидоховке.

## История
Село Покровское Старицкого уезда в XIX веке писалось с уточнением Покровское-Аршеневское, по фамилии владельца, чтобы отличить от второго в уезде села Покровское, которое обозначалось как Покровское-Казённое.
Покровская церковь в селе была построена в 1829 году на средства местного помещика З. Н. Аршеневского. Прихожан Старицкого уезда в селе Покровском Аршеневском, в деревнях: Ладозине, Мошнине, Турышкине, и в соседнем Зубцовском уезде в деревнях: Клеопине, Глухове, Власове, Бабарыкине — 104 двора (373 мужчины, 424 женщины) — по данным 1901 года .

## Население
| 1859 | 1886 | 2002 | 2010 |
| ---- | ---- | ---- | ---- |
| 162  | ↘144 | ↘0   | →0   |